# Di Vilde Chayes
Di Vilde Chayes (en español: Las Bestias Salvajes) fue un colectivo feminista lésbico judío secular con sede en Nueva York que examinó y respondió al antisemitismo y la política realizada en Medio Oriente. El colectivo estaba en contra del antisemitismo que había en los movimientos lésbico y feminista y criticó a los activistas antisionistas.  

## Historia
El nombre de la organización es un término en yidis que designa a las bestias salvajes. La mayoría de sus miembros eran asquenazíes. El colectivo sostenía que la liberación de la mujer judía requería el derrocamiento de las instituciones patriarcales dentro de las comunidades judías y para ello era necesario desarrollar instituciones y empresas feministas judías. El colectivo fue fundado por Melanie Kaye/Kantrowitz, Adrienne Rich, Irena Klepfisz, Evelyn Beck, Gloria Greenfield, Bernice Mennis, Nancy K. Bereano entre otras. Di Vilde Chayes apoyó la existencia del Estado de Israel como Estado judío, pero criticó el maltrato de Israel a los palestinos y la ocupación israelí de tierras palestinas. Di Vilde Chayes se alineó con la izquierda sionista israelí y creyó que el antisionismo era una cortina de humo para el antisemitismo.
Di Vilde Chayes suspendió sus actividades en 1983. Kaye/Kantrowitz y otras activistas siguieron trabajando en círculos judíos de izquierda, abogando por la solidaridad palestina y criticando las políticas del gobierno israelí.

## Legado
En el libro de Joyce Antler Jewish Radical Feminism: Voices from the Women's Liberation Movement se incluye un capítulo sobre el colectivo. La antología Nice Jewish Girls de 1982 incluyó ensayos de casi todas sus integrantes. Irena Klepfisz expresó su tristeza al considerar que otros grupos feministas judíos fueron más exitosos a pesar de ser menos conocidos que Di Vilde Chayes.